# Monika Gorzewska
Monika Gorzewska z d. Naczk (ur. 6 marca 1987 w Słupsku) – polska siatkarka grająca na pozycji środkowej, była młodzieżowa reprezentantka kraju, a także reprezentantka kadry B, z którą zdobyła złoty medal na Letniej Uniwersjadzie 2007 w Bangkoku oraz 5. miejsce na Uniwersjadzie 2011 w Shenzhen. W latach 2015–2017 zawodniczka Wisły Warszawa. Po zakończeniu kariery pracuje jako asystentka zarządu w Zespole Administracyjnym PZPS.

## Kluby
| Klub                     | Lata gry   |
| ------------------------ | ---------- |
| Czarni Słupsk            | wychowanka |
| Centrostal Bydgoszcz     | 2004−2009  |
| Trefl Sopot              | 2009−2010  |
| GCB Centrostal Bydgoszcz | 2010−2011  |
| PTPS Piła                | 2011−2013  |
| KS Pałac Bydgoszcz       | 2013−2014  |
| Wisła Warszawa           | 2015−2017  |

## Sukcesy

### Osiągnięcia klubowe
- Mistrzostwa Polski:
  - : 2005
- Mistrzostwa Polski juniorek:
  - : 2006
- Mistrzostwa I Ligi:
  - : 2016
  - : 2017[4]

### Osiągnięcia reprezentacyjne
- Letnia Uniwersjada:
  - : 2007